# Charlottenburg (Eisenach)
Das Schloss Charlottenburg in Eisenach (Thüringen) war ein barockes Schlossgebäude am Rand der Altstadt aus dem ersten Jahrzehnt des 18. Jahrhunderts.

## Geschichte

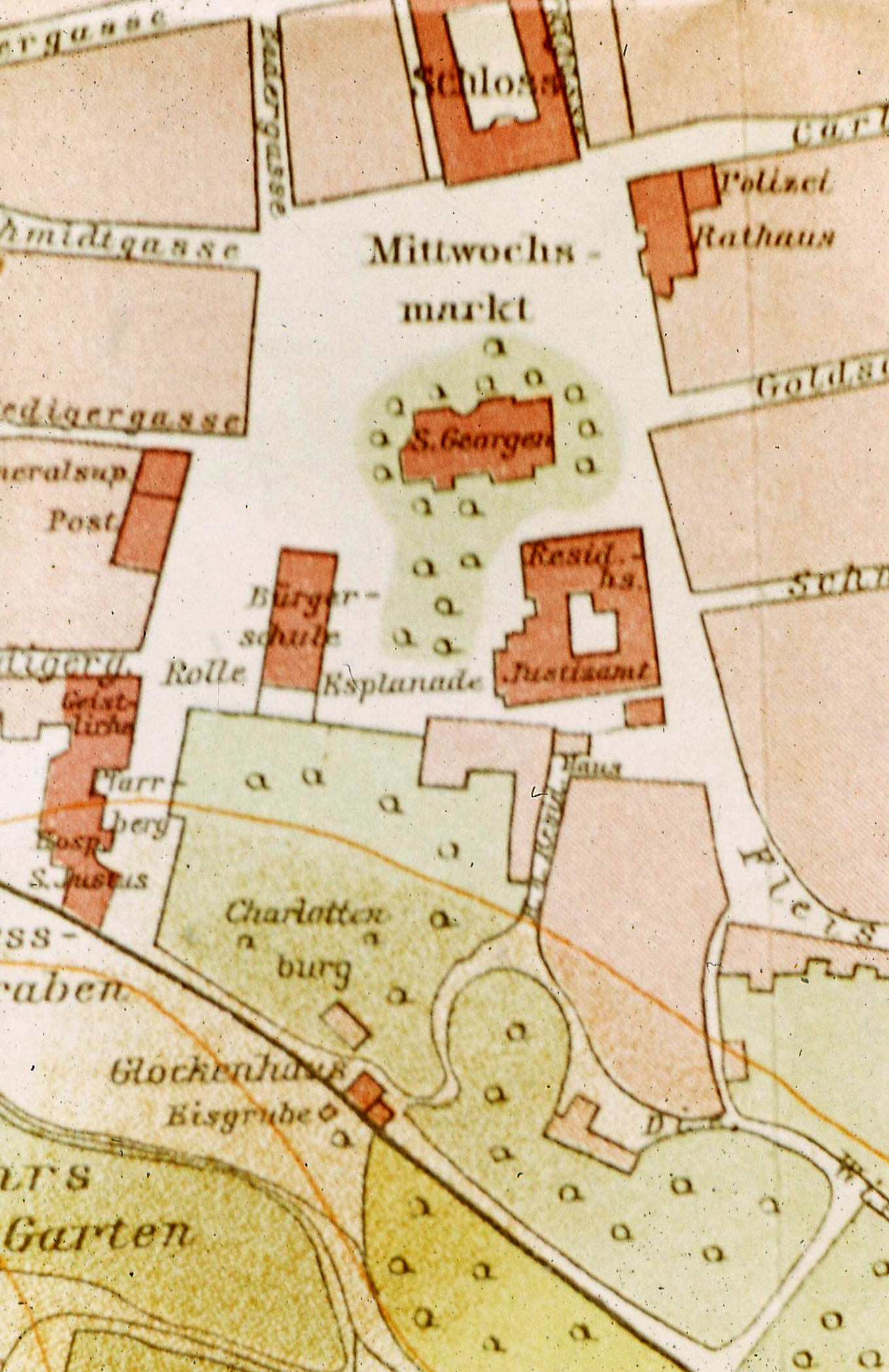
Auszug aus dem Stadtplan von A.C. Boeber und A. Endert (1837)

Der Sachsen-Eisenacher Herzog Wilhelm Heinrich bewohnte in seiner Regierungszeit einen als Residenzschloss bezeichneten Gebäudekomplex auf der heutigen Esplanade südlich der Georgenkirche, von dem heute nur noch Teile (Alte Residenz und Creutznacher Haus) erhalten sind. Der Herzog blickte von seinem Amtssitz nach Süden auf ein bereits 1606 auf dem Platz der abgerissenen Kirche des ehemaligen Franziskanerklosters St. Paul entstandenen Schlossgarten. Dieser Küchengarten und das Wiesengelände erstreckte sich bis zur Eisenacher Stadtmauer am Glockenturm. Nach seinen Entwürfen wurde dort ein neuer, parkartiger Schlossgarten angelegt. An der höchsten Stelle, neben dem noch heute existenten Glockenhaus und dem Stadtmauerturm, entstand im Jahr 1700 das Sommerschloss als Gartenhaus im Stil der Barockzeit. Der ganze Garten wurde durch Treppen, Rampen  und horizontal angeordnete Spazierwege erschlossen und mit Altanen und Grotten verschönt. Vergoldete Statuen und zwei Springbrunnen wurden aufgebaut. Das Wasser wurde einem 40 m tiefen, in den Felsen gehauenen Brunnen entnommen. Zur Überwinterung der meist exotischen Pflanzen errichtete man noch ein beheiztes Gewächshaus. Den Namen Charlottenburg erhielt dieses Gartenhaus 1723 anlässlich der Vermählung des Erbprinzen Wilhelm Heinrich mit der preußischen Prinzessin Anna Sophia Charlotte.

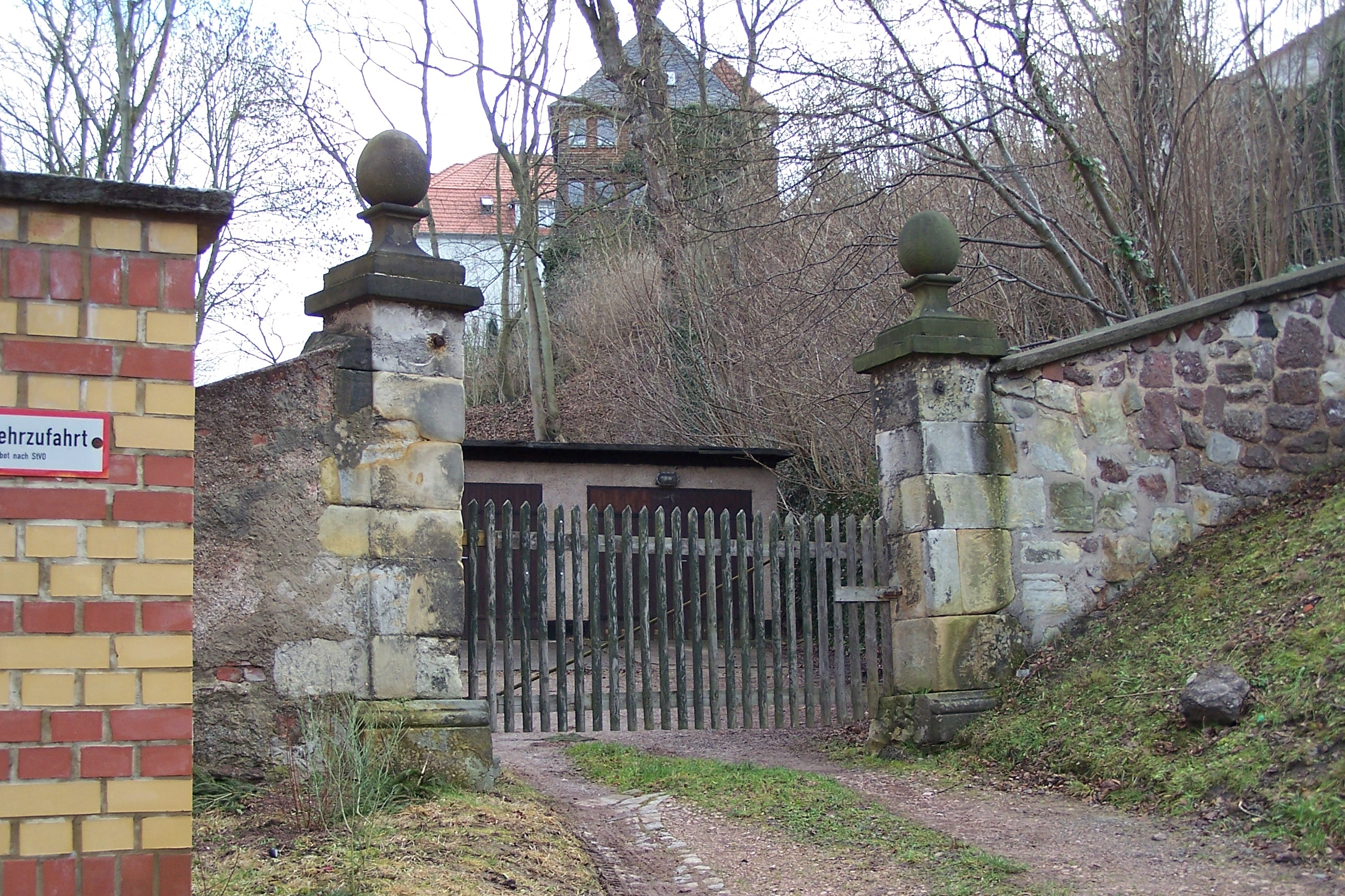
Gartenpforte am oberen Pfarrberg (2012)

Die Parkanlage reichte im Süden bis hinauf zur Stadtmauer, im Westen bis an den heutigen Pfarrberg und im Norden bis zu den Gebäuden des Residenzschlosses an der Esplanade. Auf Grund der Hanglage erstreckte sich der Schlossgarten auf zwei Terrassen. Auf der unteren wurde 1884 die heutige Goetheschule als Charlottenschule eröffnet. Die obere Terrasse wurde als französischer Garten angelegt. Von dort führte eine Freitreppe hinauf zum Gartenhaus.
Nachdem der Eisenacher Herzog Johann Heinrich 1729 verstorben war, erlosch das Interesse am luxuriösen Schlossgarten. Der Erbe und Nachfolger, Herzog Wilhelm Heinrich, war dem Kriegshandwerk zugetan und opferte 1732 die untere Terrasse, um dort eine Garnisonskirche für sein Eisenacher Regiment auf den Grundmauern der Franziskanerkirche errichten zu lassen. Seine leere Staatskasse vereitelte die Fertigstellung des Rohbaus, der nach längerer Bauunterbrechung und ohne bauliche Sicherung einzustürzen drohte. Mit dem Abbruchmaterial wurden die bröckelnden Gartenmauern erneuert oder ausgebessert.
Als Anna Sophie Charlotte (1706–1751), eine geborene Markgräfin von Brandenburg-Schwedt, die Witwe des letzten Eisenacher Herzogs Wilhelm Heinrich, des Landes verwiesen wurde und weitere demütigende Gesten des „Erben“ bekannt wurden, befahl sie kurzerhand, das von ihr bewohnte Residenzschloss „bis auf den letzten Nagel“ auszuräumen – zumindest blieb nach der Überlieferung bei ihrem Auszug nicht mehr viel Brauchbares im Gebäude. Von dieser Blamage hochgradig erzürnt, soll Herzog Ernst August den unverzüglichen Abriss des Residenzschlosses angeordnet haben, diesem Wunsch wurde auch ohne Zögern nachgekommen. Dabei kam es auch zur Verwüstung der Anlage unter der Stadtmauer. Das heutige Stadtschloss wurde in aller Eile durch Einbeziehung von Bürgerhäusern vollendet.
Das Charlottenburger Gartenschlösschen diente nun als Gartenhaus, später pachteten Privatleute das Gelände als Küchengarten. An der Südseite des Gebäudekomplexes der alten Residenz wurde die Schlossbrauerei erweitert. Um 1775 wurde in der Charlottenburganlage ein Ziergarten eingerichtet.
In den 1820er Jahren wurde das Gartenhaus Charlottenburg durch einen Anbau vergrößert, am 1. April 1826 erfolgte die Verpachtung der Charlottenburg in Privathand. Die Nähe zur Stadtmitte weckte längst Begehrlichkeiten, als um 1870 die stadtnahen Areale als Bauland ausgewiesen wurden und die Bebauung der Domstraße, Charlottenstraße und anderer Brachflächen am Rand der Altstadt durch die Stadtverwaltung genehmigt wurde. Die Stadt war jedoch auch verpflichtet Schulen und öffentliche Bauten im Stadtzentrum zu errichten. 1878 erwarb die Stadtverwaltung Eisenach die Charlottenburg mit zugehörigem Gartengrundstück. 1882 wurde begonnen, auf der unteren Terrasse eine weitere Schule zu errichten, die den Namen Charlottenschule (die heutige Goetheschule) erhielt. Beim Bau wurden die Grundmauern der Franziskanerkirche und des zugehörigen mittelalterlichen Friedhofs freigelegt. 1883 bekam die Evangelische Kirchgemeinde an der Westseite der Anlage ein größeres Stück des Charlottenburggartens abgetreten, um ein neues Superintendenturgebäude zu errichten. Das Gartenhaus Charlottenburg musste im Sommer 1908 abgebrochen werden. Von der Anlage blieben die terrassierten Hänge oberhalb der Georgenschule, die Gartenpforte am Pfarrberg und der Brunnen erhalten.